# Heinrich Gottfried Grimm
Heinrich Gottfried Grimm (Sargstedt, 1804. január 21. – Berlin, 1884. december 24.) német orvos.

## Élete
A katonai orvostan terén számos áldásos újítása által nagy érdemeket vívott ki. Eltörölte a kirurgusok intézményét, betegápolókat és betegvivőket ő képeztetett ki először a hadsereg számára. Neki köszönhető, hogy a hadügyminisztériumban külön katonaorvosi osztály létesült, az egészségügyi csapatok szervezését is ő kezdeményezte. Számtalan kitüntetésben részesült, így a király személyorvosává is kinevezték, a hadseregben pedig a legelső katonaorvosi rangot foglalta el.